# Warmingia holopetala
Warmingia holopetala är en orkidéart som beskrevs av Friedrich Fritz Wilhelm Ludwig Kraenzlin. Warmingia holopetala ingår i släktet Warmingia och familjen orkidéer. Inga underarter finns listade i Catalogue of Life.